# ロドリゴ・アルチュビ
ロドリゴ・ハビエル・アルチュビ（Rodrigo Javier Archubi, 1985年6月6日 - ）は、アルゼンチン・ブエノスアイレス州出身の元サッカー選手。現役時代のポジションはミッドフィールダー。
2005年、FIFA U-20ワールドカップで優勝した。

## 所属クラブ
- 2003-2007  CAラヌース
  - 2007 → オリンピアコスFC(loan)
- 2008-2011  CAリーベル・プレート
- 2011  ECジュヴェントゥージ
- 2011  カーズマSC
- 2012-2014  CAボカ・ウニドス
- 2014-2018  スポルティーボ・イタリアーノ
- 2018-2019  CSドック・スッド

## タイトル

### クラブ
リーベル・プレート
- アルゼンチン・プリメーラ・ディビシオン クラウスーラ2008

オリンピアコス
- ギリシャ・スーパーリーグ 2007-08

### 代表
U-20アルゼンチン代表
- FIFA U-20ワールドカップ 2005